# Dandie dinmont teriér
Dandie Dinmont Terrier je raritní psí plemeno malého vzrůstu pocházející ze Skotska.

## Historie
Danndie Dinmont teriéra vyšlechtil Mertoun Dandie v roce 1815 ve Skotsku . Byl vyšlechtěn k podobné práci jako jezevčík: k lovení drobné zvěře (např. zajíců nebo kun) . James Scot upozorňuje na zvláštnost Dandie Dinmonta teriéra, že pes má zadní část těla vyšší než přední. Kolem roku 1875 se v Selkirku konala speciální dandie dinmont teriérů a u té příležitosti byl založen Klub chovatelů dandie dinmont teriérů . Kolem roku 1887 bylo na Carlisle Dog Show vystavováno více než 80 dandie dinmont teriérů. První dendíci se dostali na výstavu kolem roku 1861 ale ještě v roce 1867 rozhodčí výstavy na Birmingham nepovažovali za Dandies .

### Významné chovatelské stanice
Kolem 20 let byla jedna z nejvýznamnějších chovatelských stanicích Dande dinmont teriérů Salismore Paní Phyllis Salisburyové, jejíž Dande Dinmont teriéři vyhráli skoro každou výstavu.[zdroj?] Paní Salisburyová také sepsala bibliografii rodokmenů dande dinmont teriéra, která obsahovala více než 60 000 jmen.
Další chovatelskou stanicí, která přes padesát let poskytovala dobré Dandie dinmont teriéry byla Shrimpney paní M.G. Dandisonové.

### Dandie Dinmont teriér ve Švýcarsku
Dandie dinmont teriér se ve Švýcarsku moc nerozšířil, ale v letech 1985–1986 bylo z Anglie, Německa, a z Nizozemska do Švýcarska celkem 6 Dandies. K rozkvětu chovatelských stanic Dandie dinmont teriérů ve Švýcarsku ale ještě dnes nedošlo. Kolem roku 1993 byly zapsány dva vrhy s celkovým počtem 8 štěňat a k tomu ještě jeden importovaný pes z německa.

## Plemenný standard

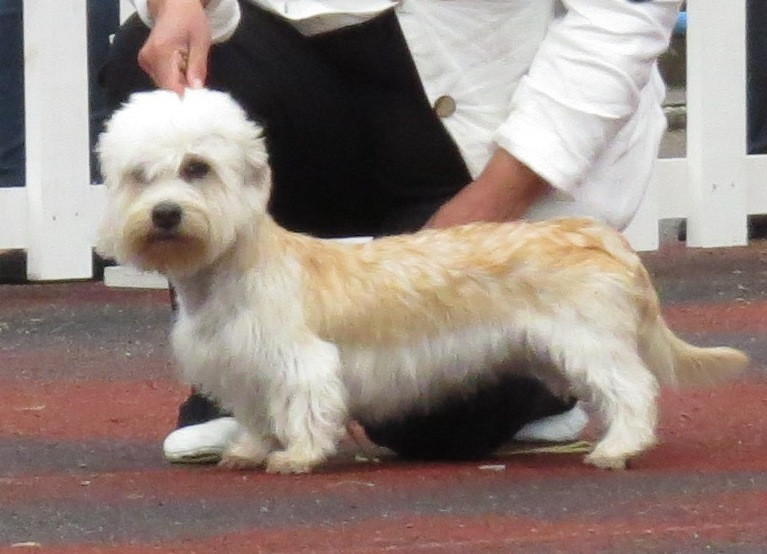

Podle standardu má měkkou srst, zvláště na čele tvoří chocholku, nebo chomáčky srsti, které mají vypadat jako čupřina. Tento znak je pro plemeno typický. Může se objevit až ve dvou letech.
Srst má do šedivých odstínů, černá a může být i v celé škále hnědé barvy, díky které mohl pes splývat s přírodou a lovit malou lesní zvěř. Zbarvení Pepper se pohybuje od namodralé až po stříbrnou šeď. Mustard může mít odstíny červené až načervenalé Hnědi až skoro po světle béžovou. Osrstění hlavy je při tomto zbarvení krémové nebo bílé. Namodralé pepřové zbarvení se zjevně dědí recesivně, protože při spáření dvou pepřově zbarvených psů se rodí stejně zbarvená štěňátka, zatímco při spáření dvou hořčičných zbarvení psů se vyskytují ve stejném vrhu štěňátka v obou barevných variantách.
Hlava poměrně velká s chocholkou a čupřinou. Čenich má přiměřenou délku asi jako sealyham teriér. Krk je ne moc dlouhý, ale přiměřený, aby mohl čenichat v kontaktu se zemí. Má malý lalok. Výška lokte sahá někde do poloviny kohoutkové výšky. Ocas dlouhý, široký, dobře osrstěný, ale nechává se kupírovat. Má malé oči s přátelským výrazem, hluboko usazené, černé, ale u světlejších zbarvení mohou být i hnědé. Nosní houba je široká, nejlépe černá, ale u světlejších zbarvení může být klidně i šedá barva. Dandie Dinmont teriér má výborný chrup a zuby jsou kolmo zasazeny do čelisti. Hřbet je dlouhý a rovný, žebra dobře klenutá. Tělo dlouhé, dobře vyvážené. Tělo lasicovité. Zbarvení je hořčicové, pepper, hnědé, šedobílé či krémové.
Tlapky pevné s velkými polštářky a většinou černými drápky.

## Povaha

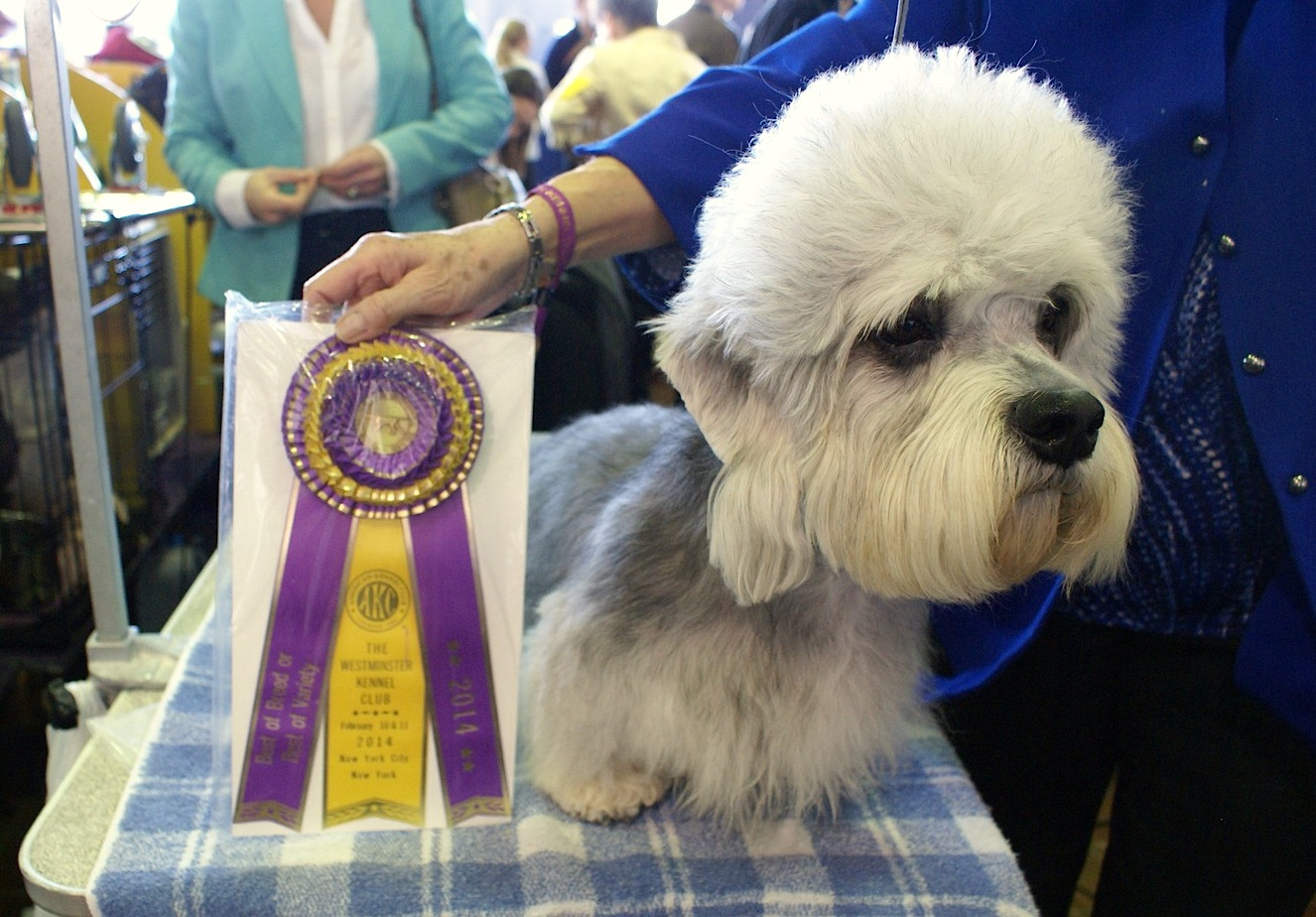

Nízkonozí terrieři byli vyšlechtěni pro lov drobné zvěře, ale Dandie Dinmont Terrier není v dnešní době už pro myslivce použitelný. Dandie Dinmont Terrier je milý, přívětivý, důvěřivý a je to hlavně v dnešní době domácí mazlíček. Na lovu je velmi poslušný. Je potřeba ho přece jenom držet poněkud zkrátka, protože při lovení je příliš horlivý. Dandie Dinmont terriér umí výborně plavat. Je opravdu velmi přátelský a miluje všechny v rodině. Dandie dinmont teriér je vhodný domácí mazlíček. Je vhodný do bytu, ale i jako hlídač. Dandie dinmont teriér se výborně cvičí, ze cvičení má radost, protože je rád, že se mu někdo věnuje. Když je v kotci sám (nebo v boudě doma), většinou jako všichni psi vyje. Nemá vůbec rád hrubé zacházení, protože je malý a když ho chytíte za kůži, tak ho to určitě bolí. Má rád hezké zacházení, protože se velmi rád mazlí se svým pánečkem. Je to gaučák.

## Významní chovatelé
- Dr. E. Bradshaw Smith.
- Mertoun Dandie
- James Davidson
- Guy Mannering
- Sir Walter Scott
- Charles Cook
- D.Leachjam
- Phyllis Salisburyová
- M.G. Dandisonová
- James Scot